# Kalesija
Kalesija (serbisch-kyrillisch Калесија) ist ein Ort und eine von 13 Verbandsgemeinden im Kanton Tuzla in Bosnien und Herzegowina. Die Gemeinde liegt im Oberen Spreča-Tal und gehört zur Föderation, einer von zwei Entitäten des Landes.

## Geografie

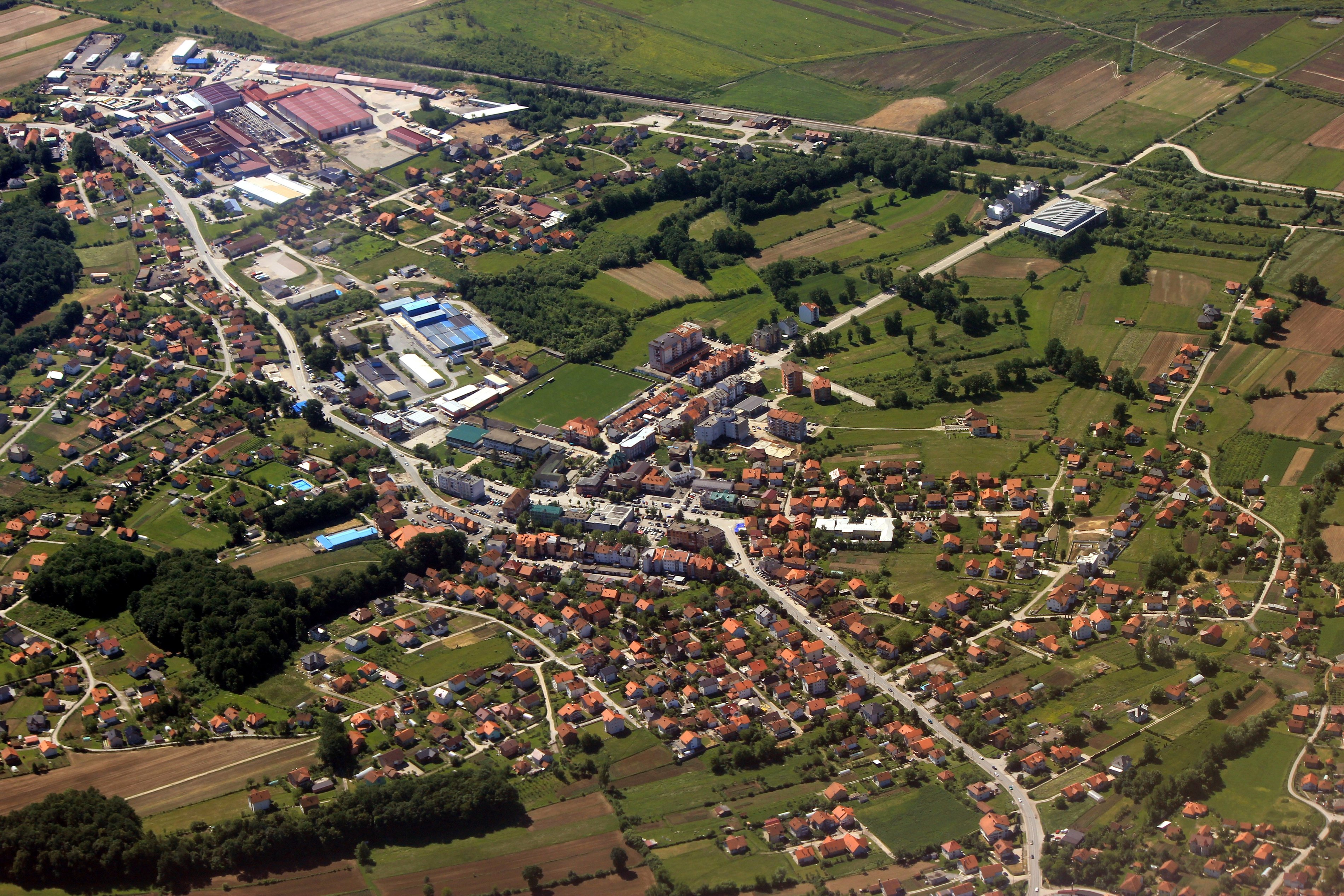
Luftbild des Stadtzentrums

Kalesija befindet sich auf halbem Weg zwischen Tuzla und Zvornik am Fuß des Majevica-Gebirges und am Rand der Talebene der Spreča, die einige Kilometer östlich entspringt. Tuzla ist 22 Kilometer in nordwestlicher Richtung gelegen.
Zur Gemeinde zählen die Ortschaften Brezik, Bulatovci, Dubnica, Hrasno Donje, Hrasno Gornje, Jajići, Jeginov Lug, Jelovo Brdo, Kalesija, Kalesija (selo), Kikači, Kulina, Lipovice, Memići, Miljanovci, Petrovice, Prnjavor, Rainci Donji, Rainci Gornji, Sajtovići, Sarači, Seljublje, Staro Selo, Tojšići, Vukovije Donje, Vukovije Gornje, Zolje und Zukići. Die Orte Borogovo, Caparde, Hajvazi, Kosovača, Kusonje, Mahala, Matkovac, Rakino Brdo, Sajtovići, Šeher und Viličevići gehören heute zur Gemeinde Osmaci. Die Orte Gojčin, Osmaci und Zelina sind zwischen beiden Gemeinden aufgeteilt.
Die Nachbargemeinden sind Sapna im Norden, Kladanj, Šekovići und Osmaci im Süden, Tuzla und Živinice im Westen.

## Geschichte
Etwa einen Monat nach dem Beginn des Bosnienkrieges wurde Kalesija am 2. Mai 1992 zum ersten Mal von Truppen der bosnischen Serben angegriffen und bis 11. Mai 1992 erobert. Bereits am 23. Mai 1992 konnte die Regierungsarmee die Stadt jedoch wieder zurückgewinnen. 
Durch den Vertrag von Dayton wurde die Gemeinde Kalesija 1995 offiziell aufgeteilt. Der südliche Teil der Gemeinde – etwa ein Viertel der Gesamtfläche – fiel an die Republika Srpska und bildet seitdem die Gemeinde Osmaci; der größere nördliche Teil gehört als Gemeinde Kalesija zur Föderation BiH.

## Bevölkerung
Im Jahre 1991 hatte die Gemeinde Kalesija 41.795 Einwohner; davon bezeichneten sich 79,5 % als Bosniaken und 18,4 % als Serben. Auf dem Gebiet der heutigen Gemeinde Osmaci waren dagegen die Serben in der Mehrheit.
Im Zusammenhang mit dem Wegbrechen der überwiegend serbisch bewohnten Dörfer im Osten und dem Zuzug von etwa 4000 Flüchtlingen aus Zvornik und Bijeljina besteht die Bevölkerung heute fast ausschließlich aus Bosniaken.

## Söhne und Töchter der Stadt
- Maid Halilović (* 1976), Turbofolksänger
- Miralem Pjanić (* 1990), Fußballspieler

## Infrastruktur
Nahe dem Ortsteil Vukovije westlich von Kalesija befindet sich der Flughafen Tuzla.

## Orte
- Jelovo Brdo